# مارغريت درير روبينز
مارغريت درير روبينز (بالإنجليزية: Margaret Dreier Robins)‏ (و. 1868 – 1945 م) هي من الولايات المتحدة الأمريكية .